# کاستایا
کاستایا (به اسپانیایی: Castalla) دهستانی در استان آلیکانتهٔ اسپانیا است.
در این دهستان ۱۰٬۳۲۷ نفر زندگی می‌کنند. مساحت این دهستان ۱۱۴٫۳۴ کیلومتر مربع است.